# Hàm Sơn Công chúa
Hàm Sơn Công chúa (chữ Hán: 含山公主; 1381 – 18 tháng 10 năm 1462), không rõ tên thật, là hoàng nữ của Minh Thái Tổ Chu Nguyên Chương, hoàng đế đầu tiên của nhà Minh.

## Cuộc đời
Hàm Sơn Công chúa sinh năm Hồng Vũ thứ 14 (1381), là hoàng nữ thứ 14 của Minh Thái Tổ, mẹ là Hàn phi (韓妃). Hàn phi xuất thân người Cao Ly, dung mạo xinh đẹp nên rất được Thái Tổ sủng ái. Trước đó, bà đã sinh hạ hoàng tử thứ 15 là Liêu Giản vương Chu Thực.
Tháng 8 âm lịch năm Hồng Vũ thứ 27 (1394), công chúa Hàm Sơn hạ giá Vũ quan Dương Châu là Doãn Thanh (尹清). Cũng trong năm đó, bà được sách phong làm Hàm Sơn Công chúa (含山公主). Công chúa sinh được hai người con trai là Doãn Huân và Doãn Ngọc.
Những năm đầu Kiến Văn, phò mã Doãn Thanh nhậm chức Hậu quân Đô đốc phủ rồi mất trước công chúa. Năm Vĩnh Lạc thứ 3 (1405), công chúa Hàm Sơn được phong làm Trưởng công chúa, sang đời Hồng Hi thì được tấn tôn làm Đại trưởng công chúa.
Vào ngày 26 tháng 9 năm Thiên Thuận thứ 6 (1462), công chúa Hàm Sơn qua đời ở tuổi 82.